# نشان تخمین
نشان تخمین، ℮ ، که همچنین به عنوان e-mark یا quantité estee نامیده می شود، بر روی در برخی از محصولات بسته بندی شده یافت می شود. استفاده از آن نشان می دهد که بسته بندی دستورالعمل اتحادیه اروپا 76/211 / EE را تحقق می بخشد، که حداکثر تحمل مجاز در محتوای بسته را مشخص می کند. شکل و ابعاد نشانه e در دستورالعمل اتحادیه اروپا 2009/34 / EC تعریف شده است. این نشان همچنین در بسته های بسته بندی در استرالیا و آفریقای جنوبی نیز استفاده می شود.
دامنه دستورالعمل محدود به بسته های بسته بندی است که مقدار اسمی از پیش تعیین شده بین 5 گرم تا 10 کیلوگرم یا 5 میلی لیتر و 10 لیتر دارند. این نشان بر روی بسته هایی درج می شود که  مقدار آن بدون باز کردن یا از بین بردن بسته بندی قابل تغییر نیست.
نشان تخمین موارد زیر را نشان می دهد:
- مقدار متوسط محصول در یک دسته از بسته بندی ها نباید از مقدار اسمی که در برچسب ذکر شده کمتر باشد.
- نسبت بسته های منفرد که دارای خطای منفی بیشتر از خطای منفی قابل تحمل باشد، به اندازه کافی برای بسته بندی ها جهت برآورده کردن الزامات آزمون مرجع رسمی مطابق قانون تعریف می شود.
- هیچ یک از بسته های مشخص شده نباید دارای خطای منفی بزرگتر از دو برابر خطای منفی قابل تحمل باشند.

خطای منفی قابل تحمل مربوط به مقدار اسمی است و در بسته های اولیه که به طور اسمی 50 گرم یا 50 میلی لیتر یا کمتر هستند، تا 9 درصد در بسته های بسته بندی بصورت اسمی 1 کیلوگرم یا 1 لیتر یا بیشتر متغیر است. خطای قابل قبول با افزایش مقدار اسمی کاهش می یابد، و با فواصل متناوب انجام می شود در حالی که یک درصد خطا و فواصل زمانی وجود دارد که یک خطای ثابت وجود دارد (و بنابراین در طی آن بازه ها درصد خطا کاهش می یابد).
این علامت مانند یک حروف کوچک شکل (e) و شکل آن، دقیقاً توسط بخشنامه اتحادیه اروپا ℮ / EC تعریف شده است. باید در همان زمینه بینایی با مقدار اسمی قرار گیرد. این علامت به لیست کاراکترهای یونیکد در موقعیت U + 212E اضافه شده است.
علامت تخمین ممکن است در بسته بندی بسته چاپ شود اگر:
- مقدار محصول موجود در بسته بندی و برچسب زدن آن مطابق با الزامات، و
- بسته بندی کننده مقدار محصول هر بسته را هنگام پر کردن اندازه گیری می کند یا بررسی های تولید را مطابق رویه های شناخته شده توسط بخش های ذیصلاح در کشورهای عضو اتحاده اروپا معین می کند و

نوسان مطلق تخمینی

- نوسان مطلق تخمینیبسته سازنده اسناد و مدارك را كه حاوي نتيجه بررسی ها و اصلاحات و اصلاحات لازم در اختيار آنها است ، در اختيار دارد.

## خطای منفی قابل تحمل
تحمل خطا با افزایش مقدار اسمی، با فواصل متفاوتی از یک درصد خطای مشخص با فواصل یک خطای مقدار معین، کاهش می یابد: این درون یابی بین مرحله به مرحله در خطای درصد کاهش می یابد.
علامت تخمین نشان می دهد که میانگین مقدار محصول در یک دسته از بسته های اولیه کمتر از مقدار اسمی است که در برچسب ذکر نشده است. 

نوسان نسبی تخمین

در هنگام استفاده از جدول، مقادیر خطاهای منفی قابل تحمل نشان داده شده به عنوان درصد در جدول ، محاسبه شده در واحدهای وزن یا حجم ، تا نزدیکترین 0.1 گرد می شوند.   g یا 0.1   میلی لیتر

## همچنین ببینید
- مارک CE (سبک شده) پیوند=|همکف )
- شناسه های اقتصادی و علائم بهداشتی

## لینک های خارجی
- مقاله اورتيپ
- دستورالعمل شورا در تاریخ 20 ژانویه 1976 در مورد تقریب قوانین کشورهای عضو در مورد ساخت وزن یا حجم برخی از محصولات پیش بسته بندی شده